# Evodio Escalante Betancourt
Evodio Escalante Betancourt,  nacido en Durango, el 2 de enero de 1946, es un crítico literario, poeta, ensayista, antologista e investigador mexicano.

## Trayectoria
Estudió la licenciatura en Derecho en la Universidad Juárez, de su estado natal, y la maestría en Letras Hispánicas en la Universidad Nacional Autónoma de México, en 1979. Posteriormente, obtuvo el doctorado en Letras Mexicanas en la Facultad de Filosofía y Letras de la UNAM en 2001 con una tesis sobre la poesía de José Gorostiza. Desde 1975 es profesor e investigador de tiempo completo en la Universidad Autónoma Metropolitana-Iztapalapa, en el Departamento de Filosofía. Asimismo, fue director del Departamento de Difusión Cultural de dicha institución de noviembre de 1982 a enero de 1986; así como su revista Casa del Tiempo. Ha sido miembro de los consejos editoriales de la revista La Mesa Llena y de la Editorial La Máquina de Escribir. También es miembro de la Asociación Filosófica de México y del Sistema Nacional de Investigadores desde 1985.
Además, en asuntos internacionales ha fungido como profesor visitante en Rice University, en Houston, Texas, y en París XII, Cretèil.

### Colaboraciones editoriales
Evodio Escalante ha publicado en revistas como: Gaceta del FCE, Proceso, Territorios, Punto de Partida, Tierra Adentro, La Jornada Semanal, además de la ya mencionada Casa de Tiempo; en el diario Unomásuno y en los suplementos “La Cultura en México” de la revista Siempre! y “Sábado”.

## Temas y estilo

### Poesía
Los temas dominantes en su poesía son el amor, el erotismo, la soledad, la inconformidad y el hombre en sí mismo. Muchos de sus poemas se ubican en el acontecer sociocultural como “Cristal de Tlatelolco”, “Tijuana Moods” o “Pequeña biografía”. Al respecto, el autor ha dicho en una entrevista para Tierra Adentro lo siguiente: “[…] yo trato de escribir una poesía más terrena y más obscena, en cierto sentido, sin renunciar a los momentos de ligereza, al aspecto sublime de la poesía”.

### Ensayo
En sus ensayos predomina la crítica y la reseña. Sus comentarios van de la obra en sí a las posibles vertientes históricas o literarias con las que se relaciona. Al realizar sus críticas parece buscar la metodología acorde con la obra del autor, objeto de su estudio. Christopher Domínguez Michael en su reseña de La intervención literaria declara que “es en la crítica del lenguaje donde Escalante se maneja con mayor soltura. El conocimiento de la lírica, la integración creativa de las diversas corrientes lingüísticas y filológicas y un gusto muy educado que no desprecia la historia, hacen de sus reseñas poéticas textos a menudo brillantes”. Se reconoce, además, que su escritura siempre es impetuosa y polémica, pero no por ello menos crítica y válida. Domínguez ubica una sana intemperancia en sus textos, al igual que Marco Antonio Campos, una actitud iconoclasta.
También ha incursionado en el ensayo histórico, en La insurrección tepehuana (sobre el levantamiento de 1616) y en el ensayo biográfico, La obra mural del maestro Francisco Montoya de la Cruz.
Escalante, además de poeta y ensayista, ha desarrollado una labor constante dentro de la difusión cultural. Como investigador sus líneas de investigación son la poesía y la narrativa mexicana del siglo XX (cuyas especialidades son las vanguardias en México, el estridentismo y los contemporáneos), la estética y fenomenología. A su vez, las orientaciones teóricas a las que recurre están basadas generalmente en Roland Barthes (al cual tuvo acceso gracias al vínculo que hizo con Jorge Aguilar Mora),) Jacques Derrida, Michel Foucault y Julia Kristeva. Además, el crítico literario declara un gran interés por la obra de José Revueltas y Octavio Paz, y por la filosofía alemana, en especial de pensadores como Hegel, Husserl, Nietzsche, Heidegger y Marx.

## Obra

### Ensayos[4]
- José Revueltas, una literatura del lado moridor, ERA, 1979; UAZ, 1990; Ediciones Sin Nombre, 2006.
- Tercero en discordia, UAM–I, 1982.
- Francisco Monterde. Aspectos literarios de la cultura mexicana, UNAM/Universidad de Colima, 1987.
- La intervención literaria, Alebrije/UAZ, 1988.
- Homenaje a Margit Frenk (en colaboración con José Amezcua), UNAM, 1989.
- Figuras de jazz contemporáneo, I (plaqueta), UPN, 1990; II, 1991.
- Alí Chumacero. Retrato crítico (en colaboración con Marco Antonio Campos), UNAM, 1995.
- La espuma del cazador, UNAM, 1998.
- Las metáforas de la crítica, Joaquín Mortiz, Serie Contrapuntos, 1998; Gedisa, 2015.
- José Gorostiza entre la redención y la catástrofe, Juan Pablos/IMAC/UNAM, 2001.
- Nacionalismo y vanguardia en Silvestre Revueltas, ICED, 2002.
- Elevación y caída del estridentismo, CONACULTA/Ediciones Sin Nombre, La Centena, Ensayo, 2003.
- La vanguardia extraviada. El poeticismo en la obra de Enrique González Rojo, Eduardo Lizalde y Marco Antonio Montes de Oca, UNAM, 2003.
- Breve introducción al pensamiento de Heidegger. UAM, 2007.
- Metafísica y delirio. El Canto a un dios mineral de Jorge Cuesta. Ediciones Sin Nombre, 2011.
- Las sendas perdidas de Octavio Paz, Ediciones Sin nombre/UAM Iztapalapa, 2013.

### Poemarios[4][3]
- Crónicas de viaje (colectivo), UNAM, Punto de Partida, 1975.
- Dominación de Nefertiti, La Máquina de Escribir, 1977.
- La noche de Sun Ra (plaquette), UAM-A, La Rosa de los Vientos, 1979.
- Todo signo es contrario, UAP, Asteriscos, 1988.
- Cadencias de amor y neciedumbre, UAM, Margen de Poesía, núm. 20, 1994.
- Relámpago a la izquierda, IMAC/Fondo Municipal para la Cultura y las Artes de Durango, Letras, 1998.
- Crápula, La Otra-ICED (Temblor de cielo), 2013.

## Premios y reconocimientos
- VIII Premio de Crítica Literaria Gullermo Rousset Banda, otorgado por la Universidad Autónoma de Ciudad Juárez (2007)
- Premio Iberoamericano de Poesía Ramón López Velarde que le concedió el gobierno del Estado de Zacatecas (2009).[2][4]
- El Concurso Nacional de Ensayo Crítico "Evodio Escalante", otorgado por el H. Ayuntamiento de Durango[10][11]